# Пиастри, Оскар
Оскар Пиастри (англ. Oscar Piastri; род. 6 апреля 2001 года в городе Мельбурн, Австралия) — австралийский автогонщик. Чемпион Еврокубка Формула-Рено в 2019 году, ФИА Формулы-3 в 2020 году и Формулы-2 в 2021 году. Ранее был членом спортивной академии Alpine. В 2023 году дебютировал в Формуле-1 в составе команды McLaren. Выиграл свою первую гонку в Формуле-1 на Гран-при Венгрии 2024 года.

## Карьера

### Картинг
Оскар начал заниматься картингом в 2011 году, с 2014 выступал на профессиональном уровне в различных австралийских чемпионатах, завоевав несколько титулов. С 2015 года выступал в европейских и в других картинговых чемпионатах CIK-FIA. Занял 6-е место в 2016 году на чемпионате мира в Бахрейне.

### Формула-4
В 2016 году впервые выступил в чемпионате формульных болидов в рамках нескольких этапов в чемпионате Формулы-4 Объединённых Арабских Эмиратов в сезоне 2016/17, выступая в составе команды Dragon F4. В том сезоне завоевал 2 подиума и закончил чемпионат на 6-м месте.
В 2017 году участвовал в Британской Формуле-4 в составе команды TRS Arden. Завоевав 6 побед, 6 поул-позиций и 15 подиумов, он закончил сезон на втором месте, став вице-чемпионом.

### Еврокубок Формулы-Рено
В 2018 году принял участие в Еврокубке Формулы-Рено в составе команды Arden Motorsport. За сезон он 3 раза поднялся на подиум, с лучшим результатом — второе место во второй гонке на этапе в Хоккенхайме, и по итогам сезона стал девятым. В следующем году продолжил выступать в Еврокубке Формулы-Рено, но сменил команду, присоединившись к R-Ace GP. В этом же сезоне он одержал первую победу в данном чемпионате на этапе в Сильверстоуне, выиграв первую гонку. Он же выиграл и вторую гонку на том же этапе на следующий день. Одержав 7 побед и 11 подиумов, стал чемпионом Еврокубка Формулы-Рено в сезоне 2019 года.

### Чемпионат ФИА Формулы-3
В октябре 2019 года принял участие в пост-сезонных тестах Формулы-3 в составе команды Prema Racing. В январе 2020 года было объявлено, что он стал членом спортивной академии Renault. Тогда же было объявлено, что он подписал контракт с командой Prema Racing на участие в Формуле-3 в предстоящем сезоне. В марте было объявлено, что его менеджером и наставником стал бывший австралийский гонщик и пилот Формулы-1 Марк Уэббер. В первой же гонке сезона на Ред Булл Ринге одержал победу. Одержав ещё одну победу во второй гонке на этапе на трассе Каталунья и в общей сложности завоевав 6 подиумов за сезон, стал чемпионом, опередив своего ближайшего соперника Тео Пуршера на 3 очка.

### Формула-2
В декабре 2020 года было объявлено, что Пиастри примет участие в Формуле-2 в сезоне 2021 года в составе команды Prema Racing, став напарником Роберту Шварцману. С этой же командой принял участие в пост-сезонных тестах Формулы-2 в Бахрейне. Первую победу в сезоне одержал на первом этапе в Бахрейне во втором спринте, обогнав на последнем круге опытного Чжоу Гуаньюя — тоже члена академии Alpine. На этапе в Сильверстоуне завоевал первую поул-позицию в сезоне, в основной воскресной гонке финишировал третьим, пропустив Чжоу Гуаньюя и Дэна Тиктума. Несмотря на это, благодаря финишам в очках в субботних гонках, Оскар после этапа в Сильверстоуне вышел в лидеры чемпионата. На следующем этапе в Монце Оскар вновь завоевал поул-позицию и выиграл воскресную гонку. Позже, во всех оставшихся этапах сезона в Сочи, Джидде и в Абу-Даби, завоевал поул-позиции и выиграл четыре гонки, три из них — воскресные, и одну — субботний спринт в Джидде. В итоге досрочно за две гонки до конца сезона стал чемпионом. За сезон он выиграл шесть гонок, пять раз стартовал с поул-позиций в воскресных гонках, 11 раз поднялся на подиум и опередил ближайшего соперника в чемпионате Роберта Шварцмана на 60,5 очков.

### Формула-1
В январе 2020 года присоединился к спортивной академии Renault. В октябре 2020 года на трассе Сахир участвовал в тестах спортивной академии Renault, впервые сев за руль автомобиля Формулы-1. 16 ноября 2021 года Alpine объявила, что Пиастри станет резервным пилотом команды в сезоне 2022 года. В декабре 2021 года принял участие в «молодёжных» тестах Формулы-1 в составе команды Alpine.

#### Разногласия с контрактом на 2023 год
2 августа 2022 года Alpine выпустила пресс-релиз о контракте с Пиастри на 2023 год, причём он должен был заменить перешедшего в Aston Martin Алонсо. Однако вскоре Пиастри опроверг это в социальных сетях, где сообщил, что команда сделала это объявление без его согласия, и он не будет выступать за Alpine в 2023 году. Спустя некоторое время в прессе появилась информация о том, что он уже подписал контракт с McLaren, где должен был заменить Даниэля Риккардо. В ответ на это руководитель Alpine Отмар Сафнауэр объявил, что готов подать в суд и потребовать денежную компенсацию.
Дело Пиастри было рассмотрено в Совете FIA по признанию контрактов, который встал на сторону McLaren. В постановлении было сказано, что команда Alpine подписала с Пиастри только контракт резервного гонщика в 2022 году до 31 декабря включительно и соглашение о намерениях на 2022—2023 годы, которое команда считала действующим контрактом. 4 июля 2022 года Пиастри подписал контракт с McLaren, вступающий в силу 1 января 2023 года, который изначально гарантировал только статус резервного гонщика с возможным повышением до основного, в зависимости от того, сможет ли команда расторгнуть контракт с Даниэлем Риккардо (что в итоге было сделано). 2 сентября 2022 года после публикации решения Совета McLaren в пресс-релизе подтвердила, что Пиастри дебютирует в Формуле-1 в 2023 году.

## Результаты выступлений

### Общая статистика
| Сезон   | Серия                                    | Команда                     | Гонки            | Победы           | Поулы            | Л/Круги          | Подиумы          | Очки             | Место            |
| ------- | ---------------------------------------- | --------------------------- | ---------------- | ---------------- | ---------------- | ---------------- | ---------------- | ---------------- | ---------------- |
| 2016—17 | Формула-4 Объединённых Арабских Эмиратов | Dragon F4                   | 11               | 0                | 0                | 0                | 2                | 94               | 6                |
| 2017    | Британская Формула-4                     | TRS Arden                   | 30               | 6                | 6                | 5                | 13               | 367,5            | 2                |
| 2018    | Еврокубок Формулы-Рено                   | Arden Motorsport            | 20               | 0                | 0                | 0                | 3                | 110              | 8                |
| 2018    | Североевропейский кубок Формулы-Рено     | Arden Motorsport            | 8                | 0                | 0                | 0                | 0                | 0                | НКЛ†             |
| 2019    | Еврокубок Формулы-Рено                   | R-ace GP                    | 19               | 7                | 5                | 5                | 11               | 320              | 1                |
| 2020    | Формула-3                                | Prema Racing                | 18               | 2                | 0                | 4                | 6                | 164              | 1                |
| 2021    | Формула-2                                | Prema Racing                | 23               | 6                | 5                | 6                | 11               | 252,5            | 1                |
| 2022    | Формула-1                                | BWT Alpine Formula One Team | Резервный гонщик | Резервный гонщик | Резервный гонщик | Резервный гонщик | Резервный гонщик | Резервный гонщик | Резервный гонщик |
| 2023    | Формула-1                                | McLaren F1 Team             | 22               | 0                | 0                | 2                | 2                | 97               | 9                |
| 2024    | Формула-1                                | McLaren F1 Team             | 24               | 2                | 0                | 1                | 8                | 292              | 4                |
| 2025    | Формула-1                                | McLaren F1 Team             | 12               | 5                | 4                | 4                | 10               | 234              | 1*               |

* Сезон продолжается.
† Пиастри участвовал в соревновании по приглашению, поэтому ему не начислялись очки чемпионата.

### Формула-3
| Сезон | Команда      | 1      | 2        | 3         | 4        | 5       | 6     | 7        | 8           | 9        | 10       | 11      | 12      | 13      | 14      | 15      | 16         | 17       | 18      | Место | Очки |
| ----- | ------------ | ------ | -------- | --------- | -------- | ------- | ----- | -------- | ----------- | -------- | -------- | ------- | ------- | ------- | ------- | ------- | ---------- | -------- | ------- | ----- | ---- |
| 2020  | Prema Racing | РБР1 1 | РБР1 2 8 | РБР2 1 4‡ | РБР2 2 5 | ХУН 1 2 | ХУН 2 | СИЛ1 1 2 | СИЛ1 2 Сход | СИЛ2 1 7 | СИЛ2 2 6 | КАТ 1 6 | КАТ 2 1 | СПА 1 5 | СПА 2 6 | МНЦ 1 3 | МНЦ 2 Сход | МУД 1 11 | МУД 2 7 | 1     | 164  |

‡ Получил половину причитающихся очков, так как было пройдено менее 75 % полной гоночной дистанции

### Формула-2
| Сезон | Команда      | 1          | 2          | 3          | 4          | 5          | 6         | 7             | 8          | 9         | 10         | 11         | 12        | 13         | 14         | 15        | 16         | 17         | 18        | 19         | 20         | 21         | 22         | 23            | 24        | Место | Очки  |
| ----- | ------------ | ---------- | ---------- | ---------- | ---------- | ---------- | --------- | ------------- | ---------- | --------- | ---------- | ---------- | --------- | ---------- | ---------- | --------- | ---------- | ---------- | --------- | ---------- | ---------- | ---------- | ---------- | ------------- | --------- | ----- | ----- |
| 2021  | Prema Racing | БАХ СПР1 5 | БАХ СПР2 1 | БАХ ГОН 19 | МОН СПР1 8 | МОН СПР2 2 | МОН ГОН 2 | БАК СПР1 Сход | БАК СПР2 8 | БАК ГОН 2 | СИЛ СПР1 6 | СИЛ СПР2 4 | СИЛ ГОН 3 | МНЦ СПР1 4 | МНЦ СПР2 7 | МНЦ ГОН 1 | СОЧ СПР1 9 | СОЧ СПР2 C | СОЧ ГОН 1 | ДЖИ СПР1 8 | ДЖИ СПР2 1 | ДЖИ ГОН 1‡ | ЯСМ СПР1 3 | ЯСМ СПР2 Сход | ЯСМ ГОН 1 | 1     | 252,5 |

‡ Получил половину причитающихся очков, так как было пройдено менее 75 % полной гоночной дистанции

### Формула-1
| Легенда к таблице |                                                                    |
| --- | ------------------------------------------------------------------ |
| В таблице перечислены результаты всех Гран-при Формулы-1, в которых принимал участие гонщик. Строками таблицы являются сезоны, столбцами — этапы чемпионата мира. В каждой клетке указаны сокращённое название этапа и результат, дополнительно обозначенный цветом. Расшифровка обозначений и цветов представлена в нижеследующей таблице. |                                                                    |
| \| Пример \| Описание \| \| ------------ \| ------------------------------------------------------------------ \| \| 1 \| Победитель \| \| 2 \| Второе место \| \| 3 \| Третье место \| \| 5 \| Финишировал, заработав очки \| \| Сход \| Не финишировал, но при этом заработал очки \| \| 12 \| Финишировал, не получив очков \| \| НКЛ \| Финишировал, но не попал в финальную классификацию \| \| 15 \| Участвовал вне зачёта, либо по отдельной классификации \| \| 18 \| Не финишировал, но попал в финальную классификацию \| \| Сход \| Не финишировал \| \| НКВ \| Не прошёл квалификацию \| \| НПКВ \| Не прошёл предквалификацию \| \| ДСК \| Дисквалифицирован \| \| ИСК \| Исключён из протокола соревнований \| \| ТТ \| Заявлен для участия только в тренировках \| \| НС \| Участвовал в квалификации, но не стартовал в гонке \| \| Т \| Травмирован или болен \| \| ОТК \| Отказ от участия \| \| НТР \| Прибыл на соревнования, но на трассу не выезжал \| \| НПР \| Был заявлен в числе участников, но не прибыл к началу соревнований \| \| О \| Соревнования отменены \| \| \| Не участвовал \| \| Поул-позиция \| \| \| Быстрый круг \| \| |                                                                    |
| Пример | Описание                                                           |
| 1 | Победитель                                                         |
| 2 | Второе место                                                       |
| 3 | Третье место                                                       |
| 5 | Финишировал, заработав очки                                        |
| Сход | Не финишировал, но при этом заработал очки                         |
| 12 | Финишировал, не получив очков                                      |
| НКЛ | Финишировал, но не попал в финальную классификацию                 |
| 15 | Участвовал вне зачёта, либо по отдельной классификации             |
| 18 | Не финишировал, но попал в финальную классификацию                 |
| Сход | Не финишировал                                                     |
| НКВ | Не прошёл квалификацию                                             |
| НПКВ | Не прошёл предквалификацию                                         |
| ДСК | Дисквалифицирован                                                  |
| ИСК | Исключён из протокола соревнований                                 |
| ТТ | Заявлен для участия только в тренировках                           |
| НС | Участвовал в квалификации, но не стартовал в гонке                 |
| Т | Травмирован или болен                                              |
| ОТК | Отказ от участия                                                   |
| НТР | Прибыл на соревнования, но на трассу не выезжал                    |
| НПР | Был заявлен в числе участников, но не прибыл к началу соревнований |
| О | Соревнования отменены                                              |
| | Не участвовал                                                      |
| Поул-позиция |                                                                    |
| Быстрый круг |                                                                    |

| Сезон | Команда         | Шасси         | Двигатель                              | Ш | 1        | 2      | 3     | 4      | 5      | 6      | 7      | 8      | 9      | 10    | 11    | 12       | 13    | 14     | 15    | 16    | 17    | 18       | 19    | 20     | 21     | 22    | 23    | 24     | Место | Очки |
| ----- | --------------- | ------------- | -------------------------------------- | - | -------- | ------ | ----- | ------ | ------ | ------ | ------ | ------ | ------ | ----- | ----- | -------- | ----- | ------ | ----- | ----- | ----- | -------- | ----- | ------ | ------ | ----- | ----- | ------ | ----- | ---- |
| 2023  | McLaren F1 Team | McLaren MCL60 | Mercedes F1 M14 E Performance 1,6 V6 t | P | БАХ Сход | САУ 15 | АВС 8 | АЗЕ 11 | МАЙ 19 | МОН 10 | ИСП 13 | КАН 11 | АВТ 16 | ВЕЛ 4 | ВЕН 5 | БЕЛ Сход | НИД 9 | ИТА 12 | СИН 7 | ЯПО 3 | КАТ 2 | США Сход | МЕХ 8 | САП 14 | ЛАС 10 | АБУ 6 |       |        | 9     | 97   |
| 2024  | McLaren F1 Team | McLaren MCL38 | Mercedes F1 M15 E Performance 1,6 V6 t | P | БАХ 8    | САУ 4  | АВС 4 | ЯПО 8  | КИТ 8  | МАЙ 13 | ЭМИ 4  | МОН 2  | КАН 5  | ИСП 7 | АВТ 2 | ВЕЛ 4    | ВЕН 1 | БЕЛ 2  | НИД 4 | ИТА 2 | АЗЕ 1 | СИН 3    | США 5 | МЕХ 8  | САП 8  | ЛАС 7 | КАТ 3 | АБУ 10 | 4     | 292  |
| 2025  | McLaren F1 Team | McLaren MCL39 | Mercedes F1 M16 E Performance 1,6 V6 t | P | АВС 9    | КИТ 1  | ЯПО 3 | БАХ 1  | САУ 1  | МАЙ 1  | ЭМИ 3  | МОН 3  | ИСП 1  | КАН 4 | АВТ 2 | ВЕЛ 2    | БЕЛ   | ВЕН    | НИД   | ИТА   | АЗЕ   | СИН      | США   | МЕХ    | САП    | ЛАС   | КАТ   | АБУ    | 1*    | 234* |

* Сезон продолжается.

### Комментарии
1. 1 2 3 4 5  Получил дополнительные семь очков за второе место в спринте.
2. 1 2  Получил дополнительные восемь очков за первое место в спринте.
3. ↑  Получил дополнительные два очка за седьмое место в спринте.
4. ↑  Получил дополнительные три очка за шестое место в спринте.
5. 1 2  Совершил «хет-трик»: стартовал с поул-позиции, показал быстрый круг в гонке и победил.